# Малетин, Игорь Андреевич
И́горь Андре́евич Мале́тин (род. 25 марта 1950 года, Москва, СССР) — советский яхтсмен, чемпион РСФСР по парусному спорту, заслуженный тренер России по парусному спорту.

## Биография
Родился в Москве, в 1952 году вместе с родителями переехал в Тольятти. В 1973 году окончил Тольяттинский политехнический институт, работал в ВЛКСМ и проектно-конструкторском бюро.
С 1967 занимался парусным спортом, с 1981 года тренер школы высшего спортивного мастерства (Тольятти). В 2005—2006 годах работал старшим тренером Росспорта.
Много лет являлся членом и председателем президиума Тольяттинской городской федерации парусного спорта. Член президиума Самарской областной федерации парусного спорта, также несколько лет был его председателем. С 2008 по 2012 года был членом президиума Всероссийской федерации парусного спорта.
Женат, воспитал двух дочерей, Татьяну (ставшую кандидатом в мастера спорта) и Анастасию (мастер спорта международного класса).
Судья всероссийской категории по парусному спорту

## Спортивные достижения
Мастер спорта СССР по парусному спорту. Чемпион РСФСР в классе «Финн» в 1980 году.
За годы тренерской работы подготовил более тридцати членов сборных команд России. Наибольших успехов добились дочь Игоря Андреевича, Анастасия, неоднократная победительница первенств и чемпионатов России, призёр 6 кубков Европы, участница Олимпийских игр и Максим Семёнов, призёр 3 кубков Европы, многократный победитель чемпионатов России